# Krzysztof Fiedukiewicz
Krzysztof Fiedukiewicz – pochodzi z Wrocławia, fagocista, solista NOSPR, autor i twórca, instrumentalista, doktor habilitowany sztuk muzycznych.

## Edukacja
Ukończył z wyróżnieniem Akademię Muzyczną we Wrocławiu w klasie prof. Stanisława Lecha. Edukację kontynuował na studiach w Duisburgu (Niemcy), oraz na licznych kursach mistrzowskich (Salzburg, Wilanów).                                                                               

## Nagrody i wyróżnienia
Jest laureatem pierwszej nagrody na Ogólnopolskim Konkursie Młodych Instrumentalistów we Włoszakowicach w 1992 roku.

## Praca
Od 1993 roku jest członkiem Narodowej Orkiestry Symfonicznej Polskiego Radia w Katowicach, gdzie piastuje funkcję fagocisty-solisty. 
Jako solista występował z licznymi polskimi orkiestrami jak: Narodowa Orkiestra Symfoniczna Polskiego Radia w Katowicach, Filharmonia Śląska w Katowicach, Orkiestra Kameralna "Leopoldinum”  pod batutą m.in. Jerzego Maksymiuka i Grzegorza Nowaka. Prezentował repertuar fagotowy na takich festiwalach jak: „Warszawska Jesień", ”Musica Polonica Nova”, ”Śląskie Dni Muzyki Współczesnej”.                                 
Od 2006 roku jest zatrudniony w Akademii Muzycznej w Katowicach, gdzie pełni funkcję prodziekana Wydziału Instrumentalnego.                                 

## Nagrania
W 2011 roku dokonał nagrania dla Polskiego Radia koncertu fagotowego Andrzeja Panufnika z NOSPR w Katowicach. 
W 2018 nagrał też Koncert w trzech częściach na fagot solo i orkiestrę Witolda Friemanna, co było podstawą pracy habilitacyjnej.